# Рафаел Трејси
Рафаел „Ралф“ Трејси (6. фебруар 1904 - 6. март 1975) био је амерички фудбалер. Трејси је клупску каријеру провео са неколико тимова у Сент Луису, Мисури. Играо је и у све три америчке утакмице на ФИФА светском првенству 1930. године. Члан је Националне фудбалске куће славних.

## Клупска каријера
Трејси је рођен у Илиноису, а одрастао у Сент Луису, Мисури. Клупску каријеру је започео као нападач у клубу St. Louis Vesper Buick из Фудбалске лиге Сент Луис (СЛСЛ) током сезоне 1925. Иако је био други водећи стрелац екипе, отпуштен је током сезоне 1925-1926. Тада је потписао са Ben Millers-ом и завршио сезону с њима. Прешао је на позицију везног играча са Ben Millers-ом; играјући против екипе која је 1926. године изгубила Национални куп од Bethlehem Steel-а. Током сезоне 1931-1932. постигао је шест голова, изједначивши се са шестим местом у лиги. 

## Национални тим
Трејси је играо три утакмице са америчком репрезентацијом на Светском купу 1930. године. Док су САД победиле у прве две утакмице, Белгију и Парагвај резултатом 3:0 у свакој утакмици, у полуфиналу су изгубили од Аргентине са 6:1. Трејси је озбиљно повредио ногу после десет минута утакмице. Играо је до краја полувремена.
Трејси је уведен у Фудбалску кућу славних у Ст. Луису 1973. године и Националну фудбалску кућу славних 1986. године.